# Turniej (matematyka)
Turniej – graf skierowany w którym każde dwa wierzchołki są połączone dokładnie jedną skierowaną krawędzią. Jest to skierowany odpowiednik grafu pełnego.